# Solanum arboreum
Solanum arboreum es una especie de planta fanerógama perteneciente a la familia de las solanáceas. Esta especie se parece mucho a Solanum nudum de la cual se diferencia por los tricomas diminutos sobre los nervios en el envés, ausencia de pubescencia en las axilas de los nervios, pedicelo fructífero fuerte y estatura pequeña.

## Descripción
Son arbustos que alcanzan un tamaño de hasta 4 m de alto, inermes; tallos relativamente robustos y escasamente ramificados, rojo obscuros cuando secos, glabrescentes, las partes jóvenes menudamente puberulentas con densos tricomas diminutos, simples y rectos. Hojas mayormente en pares desiguales, ampliamente obovadas, las hojas mayores hasta 13–40 cm de largo, ápice y base agudos o acuminados, enteras, haz glabra, envés glabrescente pero los nervios generalmente con diminutos tricomas simples y erectos, las hojas menores mucho más pequeñas y anchas; pecíolos 0.6–3 cm de largo, puberulentos o glabrescentes. Inflorescencias en racimos cortos con pocas flores, opuestos a las hojas, glabros o menudamente puberulentos, pedúnculo desde obsoleto hasta 2 cm de largo, no ramificado, pedicelo hasta 10 mm de largo; cáliz 2–3 mm de largo, profundamente lobado, lobos deltoides, glabros o menudamente ciliados; corola 6–9 mm de diámetro, blanca, profundamente lobada, lobos oblongos o lanceolados, glabros; anteras ca 2 mm de largo. El fruto es una baya globosa, de 1.2 cm de diámetro, glabra, verde, pedicelos fructíferos gruesos y leñosos, 0.6–1 (–2?) cm de largo, erectos; semillas aplanadas, de 3–4 mm de diámetro.

## Distribución y hábitat
Es una especie poco común, se encuentra principalmente en los bosques muy húmedos de tierras bajas, de la zona atlántica; a una altitud de 10–400 megtros; fl feb, jul, fr ene, jul, sep; desde Nicaragua hasta el norte de Sudamérica. 

## Taxonomía
Solanum arboreumm fue descrita por Michel Félix Dunal y publicado en Solanorum generumque affinium synopsis. Seu Solanorum historiae editionis secundae summarium, ad characteres differentiales redactum, seriem naturalem, habitationes stationesque specierum breviter indicans 20. 1816.
Etimología
Solanum: nombre genérico que deriva del vocablo Latíno equivalente al Griego στρνχνος (strychnos) para designar el Solanum nigrum (la "Hierba mora") —y probablemente otras especies del género, incluida la berenjena— , ya empleado por Plinio el Viejo en su Historia naturalis (21, 177 y 27, 132) y, antes, por Aulus Cornelius Celsus en De Re Medica (II, 33). Podría ser relacionado con el Latín sol. -is, "el sol", debido a que la planta sería propia de sitios algo soleados.
arboreum: epíteto latino que significa "como un árbol".
Sinonimia
- Solanum enchylozum Bitter
- Solanum kenoyeri Standl.
- Solanum orygale C.V. Morton
- Solanum ripivagum Pittier[7]